# Lista över småplaneter (4001–4500)
Detta är en lista över numrerade småplaneter, nummer 4001–4500.
|     | 4000              | 4100         | 4200           | 4300           | 4400             |
| --- | ----------------- | ------------ | -------------- | -------------- | ---------------- |
| 1   | Ptolemaeus        | Ruikou       | Orosz          | Boyden         | Aditi            |
| 2   | Shinagawa         | Gergana      | Minitti        | Markeev        | Tsunemori        |
| 3   | Schumann          | Chahine      | Brucato        | Savitskij      | Kuniharu         |
| 4   | Listʹev           | Alu          | Barsig         | Geichenko      | Enirac           |
| 5   | Dyagilev          | Tsia         | David Hughes   | Clapton        | Otava            |
| 6   | Sandler           | Nada         | Verulamium     | Dunaevskij     | Mahler           |
| 7   | Euryalos          | Rufino       | Chernova       | Cherepashchuk  | Taihaku          |
| 8   | Corbin            | Rakos        | Kiselev        | Magarach       | Zlatá Koruna     |
| 9   | Drobyshevskij     | Anokhin      | Briggs         | Marvin         | Kissling         |
| 10  | Nikolʹskij        | Keats        | Isobelthompson | Strömholm      | Kamuimintara     |
| 11  | Bakharev          | Lamy         | Rosniblett     | Zguridi        | Kochibunkyo      |
| 12  | Geballe           | Hrabal       | Sansyu-Asuke   | Knacke         | Chephren         |
| 13  | Ogiria            | Rascana      | Njord          | Bouchet        | Mycerinos        |
| 14  | Heizman           | Jasnorzewska | Veralynn       | Dervan         | Sesostris        |
| 15  | Wilson-Harrington | Peternorton  | Kamo           | Pronik         | Echnaton         |
| 16  | Sambre            | Elachi       | Neunkirchen    | Babinkova      | Ramses           |
| 17  | Disneya           | Wilke        | Engelhardt     | Garibaldi      | Lecar            |
| 18  | Bratislava        | Sveta        | Demottoni      | Baťa           | Fredfranklin     |
| 19  | Klavetter         | Miles        | Nakamura       | Jackierobinson | Allancook        |
| 20  | Dominique         | Denoyelle    | Flood          | Jarosewich     | Alandreev        |
| 21  | Dancey            | Carlin       | Picasso        | Zero           | Kayor            |
| 22  | Nonna             | Ferrari      | Nancita        | Billjackson    | Jarre            |
| 23  | Jarník            | Tarsila      | Shikoku        | Hortulus       | Golden           |
| 24  | Ronan             | Herriot      | Susa           | Bickel         | Arkhipova        |
| 25  | Ridley            | Lew Allen    | Hobart         | Guest          | Bilk             |
| 26  | Beet              | Mashu        | Damiaan        | McNally        | Roerich          |
| 27  | Mitton            | Kyogoku      | Kaali          | Ries           | Burnashev        |
| 28  | Pancratz          | UKSTU        | Nemiro         | Valina         | Khotinok         |
| 29  | Bridges           | Richelen     | Plevitskaya    | Miró           | Chinmoy          |
| 30  | Archenhold        | Ramanujan    | van den Bergh  | Vivaldi        | Govorukhin       |
| 31  | Mueller           | Stasik       | Fireman        | Hubbard        | Holeungholee     |
| 32  | Chaplygin         | Bartók       | Aparicio       | Milton         | McGraw-Hill      |
| 33  | Yatsugatake       | Heureka      | Palʹchikov     | Sinton         | Goldstone        |
| 34  | Vishnu            | Schütz       | Evtushenko     | Foo            | Nikulin          |
| 35  | Thestor           | Svetlanov    | Tatishchev     | Verona         | Holt             |
| 36  | Whitehouse        | Artmane      | Lidov          | Jasniewicz     | Ortizmoreno      |
| 37  | Ikeya             | Crabtree     | Raushenbakh    | Arecibo        | Yaroshenko       |
| 38  | Kristina          | Kalchas      | Audrey         | Velez          | Sykes            |
| 39  | Souseki           | Ulʹyanin     | Goodman        | Almamater      | Muroto           |
| 40  | Purcell           | Branham      | Grün           | Dence          | Tchantchès       |
| 41  | Miyamotoyohko     | Nintanlena   | Pappalardo     | Poseidon       | Toshie           |
| 42  | Okhotsk           | Dersu-Uzala  | Brecher        | Freud          | Garcia           |
| 43  | Perolof           | Huziak       | Nankivell      | Tetsuya        | Paulet           |
| 44  | Erikhøg           | Vladvasilʹev | Zakharchenko   | Buxtehude      | Escher           |
| 45  | Lowengrub         | Maximova     | Nairc          | Rachmaninoff   | Jimstratton      |
| 46  | Swain             | Rudolfinum   | Telemann       | Whitney        | Carolyn          |
| 47  | Chang'E           | Lennon       | Grahamsmith    | Reger          | Kirov            |
| 48  | Samwestfall       | McCartney    | Ranald         | Poulydamas     | Phildavis        |
| 49  | Noragalʹ          | Harrison     | Křemže         | Tibúrcio       | Sobinov          |
| 50  | Mebailey          | Starr        | Perun          | Shibecha       | Pan              |
| 51  | Hatanaka          | Alanhale     | Kavasch        | Nobuhisa       | Grieve           |
| 52  | Crovisier         | Weber        | Godwin         | Kyoto          | Ullacharles      |
| 53  | Cherkasov         | Roburnham    | Märker         | Onizaki        | Bornholm         |
| 54  | Turnov            | Rumsey       | Kamél          | Euclides       | Kumiko           |
| 55  | Magellan          | Watanabe     | Spacewatch     | Memphis        | Ruriko           |
| 56  | Timwarner         | Okadanoboru  | Kagamigawa     | Marathon       | Mawson           |
| 57  | Demophon          | Izu          | Ubasti         | Korinthos      | van Gogh         |
| 58  | Cecilgreen        | Santini      | Ryazanov       | Lynn           | Oizumi           |
| 59  | Balder            | Freeman      | McCoy          | Berlage        | Nusamaibashi     |
| 60  | Deipylos          | Sabrina-John | Yanai          | Xuyi           | Bihoro           |
| 61  | Martelli          | Amasis       | Gekko          | Nezhdanova     | Sayama           |
| 62  | Schiaparelli      | SAF          | DeVorkin       | Carlisle       | Vaughan          |
| 63  | Euforbo           | Saaremaa     | Abashiri       | Sergej         | Marschwarzschild |
| 64  | Marjorie          | Shilov       | Karljosephine  | Shkodrov       | Vulcano          |
| 65  | Meinel            | Didkovskij   | Kani           | Ivanova        | Rodita           |
| 66  | Haapavesi         | Pontryagin   | Waltari        | Venikagan      | Abai             |
| 67  | Mikhelʹson        | Riemann      | Basner         | Meech          | Kaidanovskij     |
| 68  | Menestheus        | Millan       | Grebenikov     | Pillmore       | Pogrebetskij     |
| 69  | Blakee            | Celsius      | Bogado         | Seifert        | Utting           |
| 70  | Rozov             | Semmelweis   | Juanvictoria   | Dickens        | Sergeev-Censkij  |
| 71  | Rostovdon         | Carrasco     | Novosibirsk    | Fyodorov       | Graculus         |
| 72  | Yayoi             | Rochefort    | Entsuji        | Quincy         | Navashin         |
| 73  | Ruianzhongxue     | Thicksten    | Dunhuang       | Crespo         | Sears            |
| 74  | Sharkov           | Pikulia      | Karamanov      | Tadamori       | Proust           |
| 75  | Sviridov          | Billbaum     | Bogustafson    | Kiyomori       | Voitkevich       |
| 76  | Dörffel           | Sudek        | Clifford       | Shigemori      | Bernstein        |
| 77  | Asuka             | Kohman       | Holubov        | Koremori       | Kelley           |
| 78  | Polakis           | Mimeev       | Harvey         | Voigt          | Blanco           |
| 79  | Britten           | Toutatis     | De Gasparis    | Snelling       | Charlieparker    |
| 80  | Galinskij         | Anaxagoras   | Simonenko      | Geyer          | Nikitibotania    |
| 81  | Tippett           | Kivi         | Pounds         | Uenohara       | Herbelin         |
| 82  | Swann             | Mount Locke  | Endate         | Stravinsky     | Frèrebasile      |
| 83  | Jody              | Cuno         | Stöffler       | Suruga         | Petöfi           |
| 84  | Hollis            | Berdyayev    | Kaho           | Henrybuhl      | Sif              |
| 85  | Weir              | Phystech     | Hulkower       | Elsässer       | Radonezhskij     |
| 86  | Podalirius        | Tamashima    | Rubtsov        | Lüst           | Mithra           |
| 87  | Pärt              | Shulnazaria  | Třísov         | Tanaka         | Pocahontas       |
| 88  | Baggesen          | Kitezh       | Tokyotech      | Jürgenstock    | Tokitada         |
| 89  | Galbraith         | Sayany       | Biwako         | Durbin         | Dracius          |
| 90  | Říšehvězd         | Kvasnica     | Heisei         | Madreteresa    | Bambery          |
| 91  | Lowe              | Assesse      | Kodaihasu      | Balodis        | Otaru            |
| 92  | Tyr               | Breysacher   | Aoba           | Agita          | Debussy          |
| 93  | Bennett           | Salanave     | Masumi         | Dawe           | Naitomitsu       |
| 94  | Aoshima           | Sweitzer     | Horatius       | Fritzheide     | Marimo           |
| 95  | Ishizuchisan      | Esambaev     | Wisse          | Danbritt       | Dassanowsky      |
| 96  | Kushiro           | Shuya        | van Woerkom    | Gressmann      | Kamimachi        |
| 97  | Tsurugisan        | Morpheus     | Eichhorn       | Jalopez        | Taguchi          |
| 98  | Thraen            | Panthera     | Jorgenúnez     | Chiara         | Shinkoyama       |
| 99  | Wiggins           | Andreev      | WIYN           | Ashizuri       | Davidallen       |
| 100 | Sumiko            | Shizukagozen | Marg Edmondson | Bagryana       | Pascal           |
|     | 4100              | 4200         | 4300           | 4400           | 4500             |